# Mu Cephei
Coordonate:  21h 43m 30.46s, +58° 46′ 48.2″
Mu Cephei (μ Cep), denumită și Steaua Granat sau  Erakis, este o stea supergigantă roșie din Calea Lactee, în constelația  Cefeu, la distanța de 5.200 al de Soare.

Harta constelaţiei Cefeu

Își datorează supranumele de Steaua Granat minunatei sale culori roșii, remarcată, pentru prima dată, de astronomul William Herschel. Este una dintre cele mai voluminoase dintre stelele vizibile, având un diametru de 1.260 de diametre solare: dacă ar înlocui Soarele nostru, ea s-ar întinde până la jumătatea distanței dintre orbitele lui Jupiter și Saturn.
Într-adevăr, steaua a ieșit din secvența principală și va deveni o supernovă de acum în câteva sute de mii de ani, ceea ce este de așteptat pentru o stea având 25 de mase solare.

## Stea polară a lui Marte
Ea indică nordul lui Marte, așa cum este Steaua Polară pentru Terra.